# Paulin Gattier
Paulin Gattier est un homme politique français né le 12 novembre 1773 à Nassandres (Eure) et mort le 24 novembre 1849 à Serquigny (Eure).

## Biographie
Administrateur du département de l'Eure en 1798, il s'installe ensuite comme avocat à Paris. Sous-préfet de Bernay sous l'Empire, il est député de l'Eure de 1830 à 1831, siégeant dans la majorité soutenant les ministères de la Monarchie de Juillet.

## Sources
- « Dictionnaire des parlementaires français de 1789 à 1889 (Adolphe Robert, Edgar Bourloton et Gaston Cougny) », sur gallica BNF (consulté le 4 janvier 2014)